# Begunjščica
Begunjščica – szczyt w paśmie Karawanki w Alpach. Leży w północnej Słowenii blisko granicy z Austrią. Na zachód od szczytu leżą Triglav, Hochstuhl, Vrtača i Košuta, na wschodzie Alpy Kamnickie, a na południe Kotlina Lublańska, gdzie leży stolica Słowenii.